# Eduard Vilde
Eduard Vilde (4. března 1865 Pudivere – 26. prosince 1933 Tallinn) byl estonský spisovatel, průkopník kritického realismu v estonské literatuře. Je označován za prvního profesionálního spisovatele v zemi. Byl též diplomatem. Do češtiny byl přeložen jeden jeho román: Do chladného kraje (Külmale maale).
Vyrostl na farmě, kde pracoval jeho otec. V roce 1883 začal pracovat jako novinář. Poté začal cestovat po Evropě, v 90. letech 19. století žil v Berlíně, kde byl ovlivněn materialismem a socialismem. Jeho prózy se začaly řídit zásadami realismu a naturalismu podle vzoru francouzského spisovatele Émila Zoly (1840–1902). Kromě toho, že byl plodným spisovatelem, byl také přímým kritikem ruské carské vlády a německých statkářů v Estonsku. Po založení první estonské republiky v roce 1919 působil několik let jako estonský velvyslanec v Berlíně. Věnoval se úkolu naplno, přestal i psát beletrii. Po své smrti v roce 1933 se stal prvním člověkem, který byl pohřben na hřbitově Metsakalmistu v Tallinnu, který byl vyčleněn pro významné osobnosti estonských dějin.